# کامنکا (شهرستان آرخارینسکی، استان آمور)
کامنکا (به لاتین: Kamenka) یک منطقهٔ مسکونی در روسیه است که در استان آمور واقع شده‌است.